# 唐扬

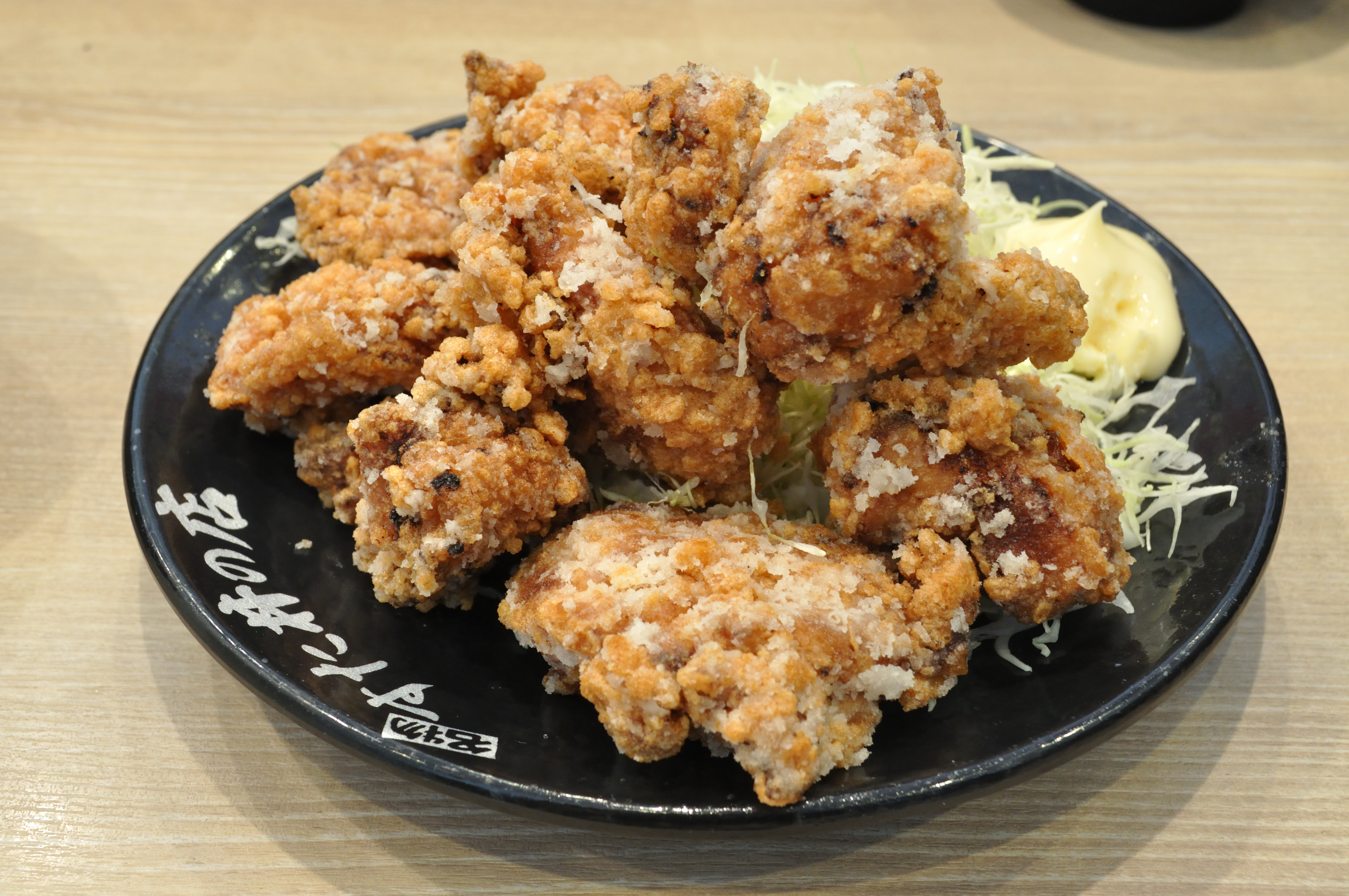
雞肉唐揚

唐揚（日语：からあげ、空揚げ、唐揚げ、から揚げ）或唐揚雞塊，是一种不加麵糊，在食材上撒一層薄的麵粉或片栗粉後在熱油中煎炸的油炸料理。

## 基本製法
唐揚一般特指“炸鸡块”，但也可指代任何用此種方式所製成的日本式油炸食品，其特點是使用具有透明效果的玉米澱粉或木薯粉作為麵衣，會加入醬油、味醂和酒混合而成的醬汁調味。通常指将各类食物、大多数情况下肉类（尤其是鸡肉）放入油中炸製。一般是将切成小块的原料在酱油、蒜、薑等调味料混合物中醃渍后裹以调味面粉或馬鈴薯粉放入锅中油炸而成。

## 歷史
的寫法源自於日本的兩本烹飪書籍（1772年）和（1942年），第一本書中所記載的做法，和現代的唐揚雞塊的做法完全相同，只不過使用的不是雞塊，而是質地粗糙的豆腐，是一道素菜；在第二本書中明確把這道菜分類為“中華料理”。

## 各類唐揚

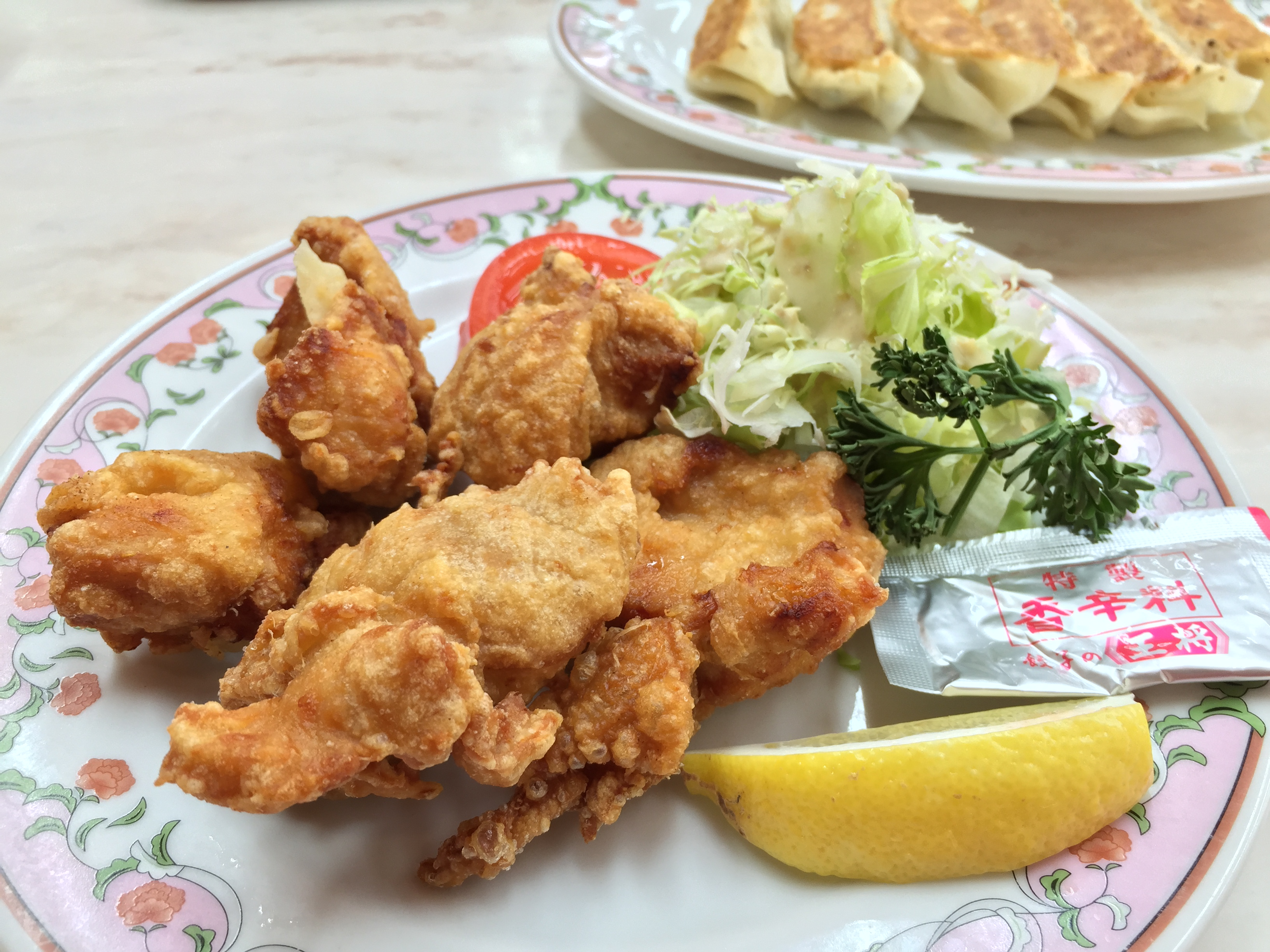
王將餃子的雞肉唐揚
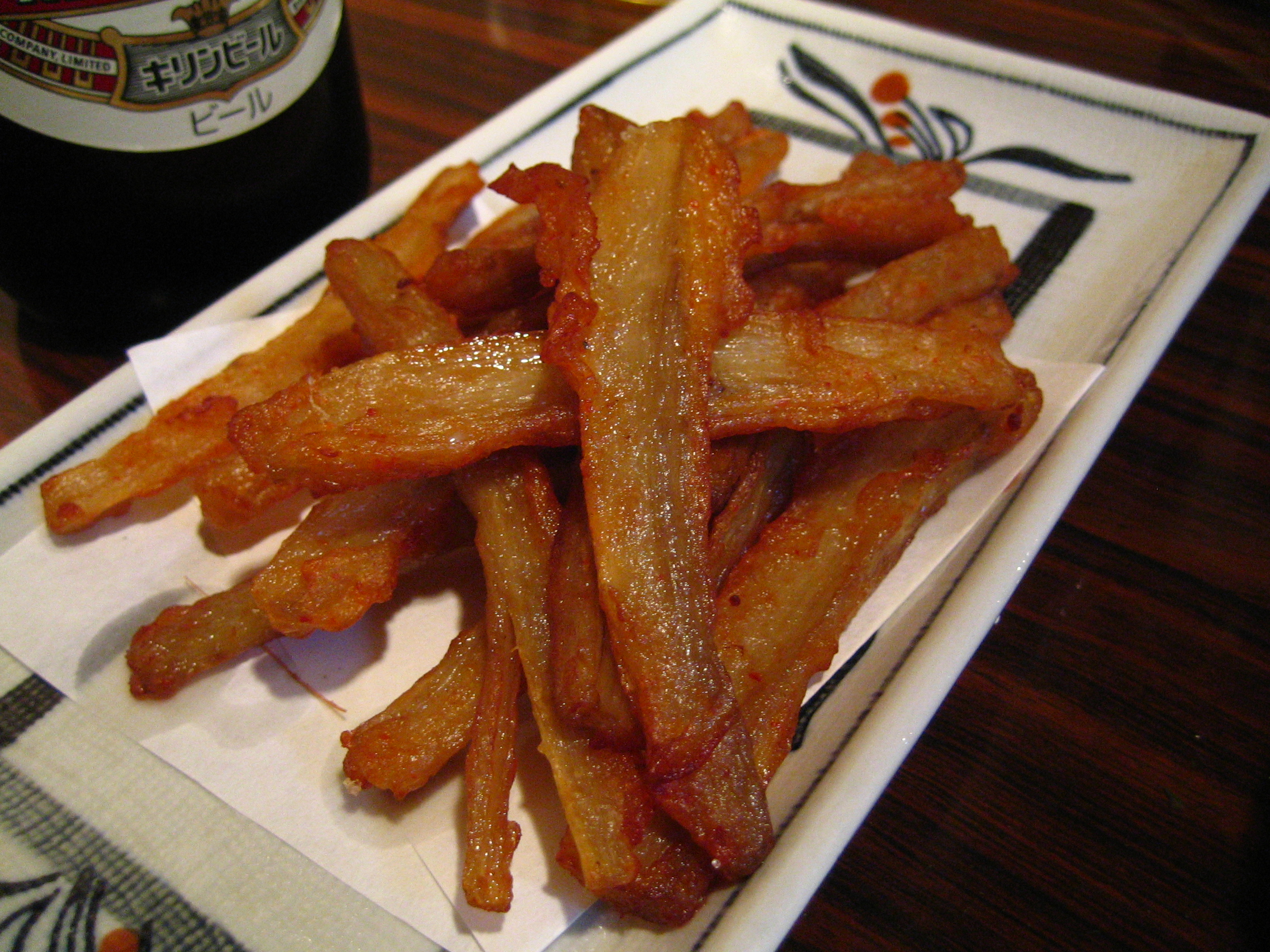
牛蒡唐揚
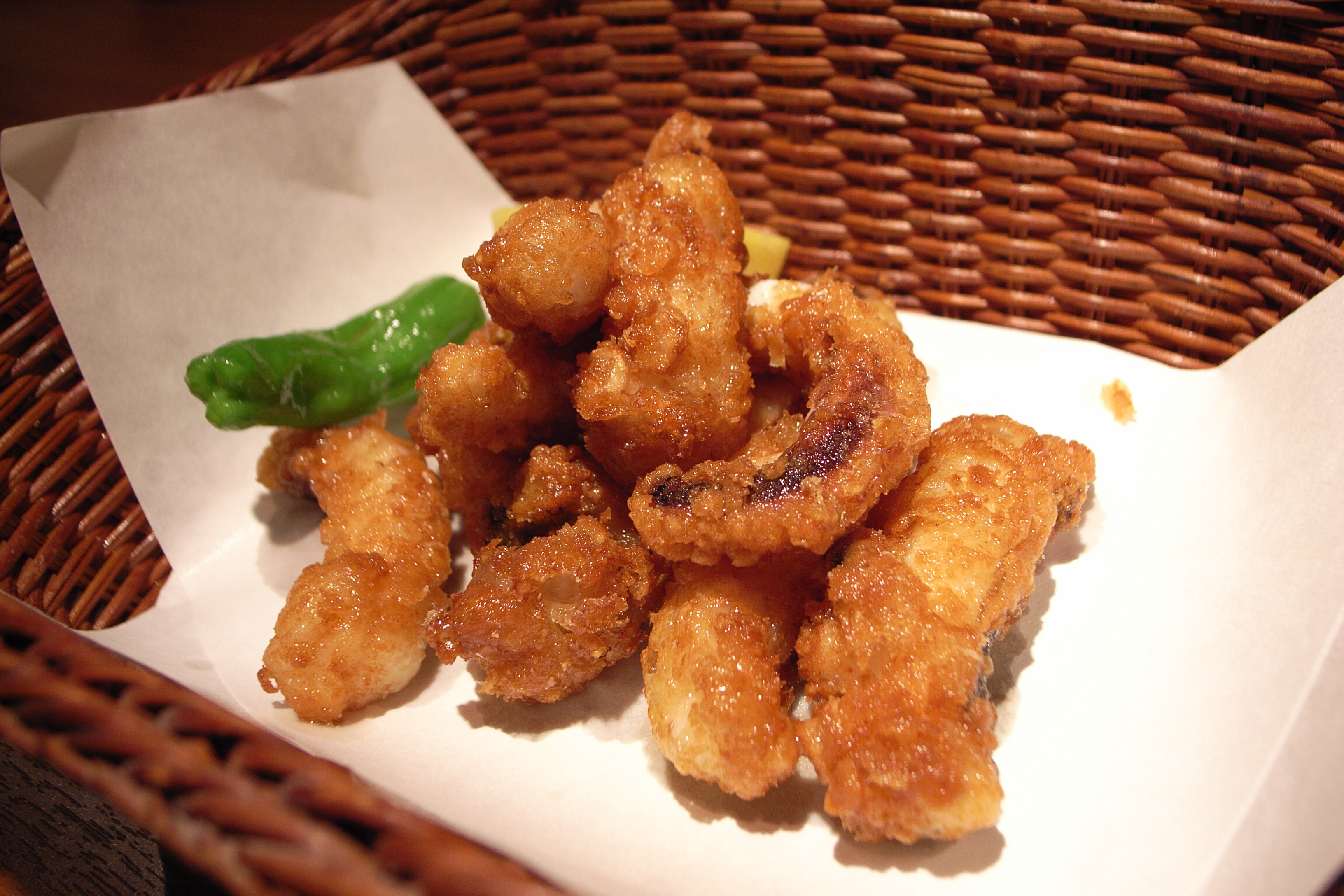
章魚唐揚
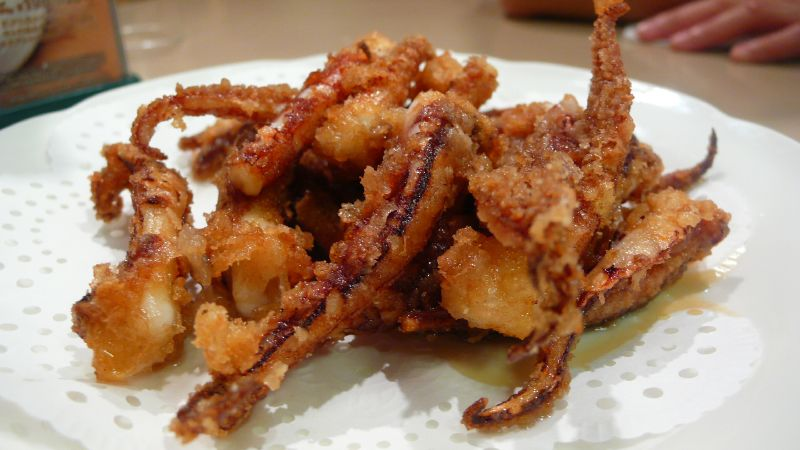
魷魚爪唐揚
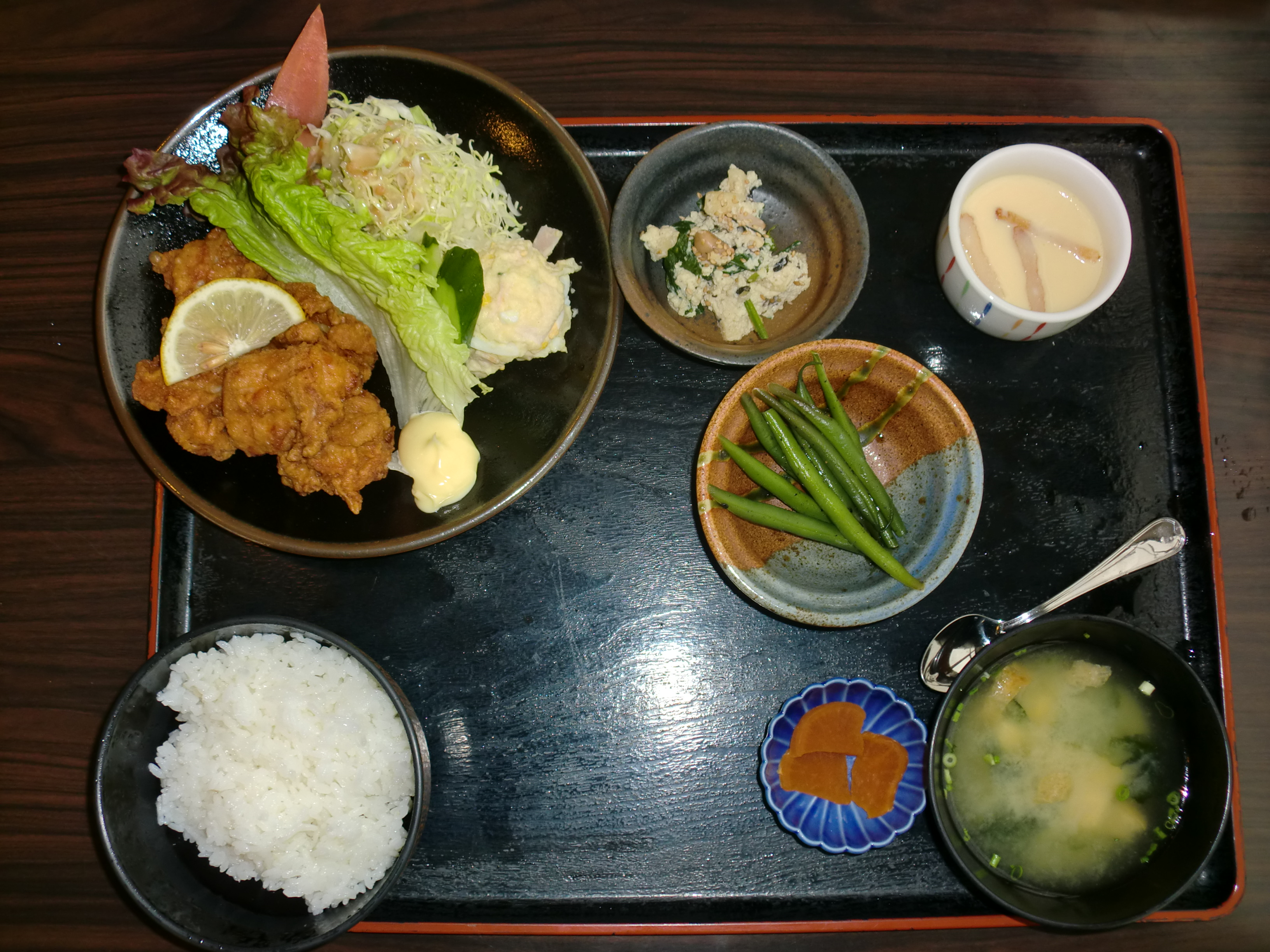
唐揚定食